# Cleo.
Клеопатра Хампфри (англ. Cleopatra Humphrey), ранее использовала псевдоним  Mz. Bratt, а сейчас Cleo. — британская певица, работающая в жанрах неосоул и грайм.

## Биография
Хампфри родилась в Боу. Позже перебралась в Хайнаулт, где начала заниматься музыкой. На её талант обратил внимание продюсер Террор Данджян, который взял её под свою опеку, услышав её МС-исполнение в аккаунте певица на Myspace. После этого Mz. Bratt появиласт на реалити-шоу талантов T4 Musicool, где одним из челнов жюри выступила Джамелия, хорошо оценившая её вокальные особоенности. Позже Mz. Bratt отправилась в тур по Европе и США вместе с The Count & Sinden, выступив в частности на таких фестивалях как, Glastonbury Festival и Bestival.
Имеет смешанное этническое происхождение.

## Музыкальная карьера
27 июля 2009 года Mz. Bratt на лейбле All Around the World Productions выпустила свой первый сингл «Who Do You Think You Are?», прозвучавший на радиостанциях BBC Radio 1 и BBC Radio 1Xtra. Второй сингл «I Like You», вышедший в ноябре также прозвучал на Radio 1Xtra.
См. раздел Wiley (rapper)#A-List в английском разделе
В феврале 2010 года Mz. Bratt вошла в состав группы Уайли A-List.
В середине 2010 года она выпустила сингл, «Selecta», в рамках A-List Music Ltd, под продюсерством Redlight. Также в ыеврале 2012 года планировался выпуск дебютного альбома на American Airlines Arena под покровительством Ашера и Николь Шерзингер.
Я описываю свою музыку "весёлой, нахальной и борющейся за женское равноправие".
Mz. Bratt появилась на записях и ремиксах таких групп и исполнителей как, Уайли, Тайо Крус, Сэди Ама, Дион Бромфилд и Джазмин Сулливан. Ремикс Тинчи Страйдер «Game Over» вышел в ноябре 2010 года под названием «Female Takeover Remix», при участии Рафф Дэймондз, Envy, Lioness, Cherri V, Baby Blue, A.Dot, Lady Leshurr, RoXXXan и Mz. Bratt.
Также Mz. Bratt и Уайли появились в песне Fugative «Go Hard».
Выступала на разогреве у Roll Deep во время их тура. Также выступала на разогреве у Бруно Марса во время его тура по Великобритании.
Сотьрудничала с Example и Fenech-Soler.
В 2015 году певица заявила, что теперь её псевдонимом будет Cleo.

## 2012 и альбом
16 апреля 2012 года Mz. Bratt выложила на своём канале на YouTube видеоклип к своему синглу «Falling Down» The single is officially released on iTunes on 6 May 2012.. Также Bratt подтвердила, что записывает песни для своего дебютного альбома, но не выпустит его до тех пор, пока на него не будет спрос She has so far recorded about 50 tracks, but she only wants 5 tracks to be used on her album.. Всего было записано 50 песен, но она планировала включить в свой альбом только 5 треков. Также Mz Bratt в различных интервью заявила, что во время записи своего альбома она хотела бы поработать с Крисом Мартином из Coldplay, с Labrinth и Wretch 32. Релиз планировался на 2013 год, но тем не менее альбом так до сих пор и не выпущен.

## Личная жизнь
Отец певицы MC Scallywag в начале 1990-х был диджеем на Spiral Tribe.

## Дискография

### Мини-альбомы
- 2015: Beauty For Ashes

### Микстейпы
- 2007: Give It To Em, Vol. 1
- 2009: Give It To Em, Vol. 2
- 2011: Elements

### Синглы
| Название                              | Год  | Высшая позиция в чарте | Высшая позиция в чарте | Альбом              |
| Название                              | Год  | UK                     | UK Urban Chart         | Альбом              |
| ------------------------------------- | ---- | ---------------------- | ---------------------- | ------------------- |
| «I Like You» (featuring Sadie Ama)    | 2009 | —                      | —                      | Give It to Em Vol 1 |
| «Who Do You Think You Are?»           | 2009 | —                      | —                      | Give It to Em Vol 1 |
| «Selecta»                             | 2010 | —                      | —                      | Неальбомные синглы  |
| «Get Dark»                            | 2011 | —                      | —                      | Неальбомные синглы  |
| «Speeding» (featuring Dot Rotten)     | 2011 | —                      | —                      | Неальбомные синглы  |
| «Tear It All Down»                    | 2011 | —                      | —                      | Неальбомные синглы  |
| «Falling Down» (featuring Khalaeliah) | 2012 | —                      | —                      | TBA                 |

### В качестве ведущего исполнителя
| Сингл | Год  | Высшая позиция в чартах | Альбом            |
| Сингл | Год  | UK                      | Альбом            |
| --- | ---- | ----------------------- | ----------------- |
| «Woman’s World» (Selah featuring Sadie Ama and Mz Bratt)                                                                                                  | 2010 | —                       | Неальбомный сингл |
| «Go Hard» (Fugative featuring Mz Bratt and Wiley) | 2010 | —                       | No Goin' Home     |
| «Game Over — Female Takeover» (Tinchy Stryder featuring Ruff Diamondz, Amplify Dot, Envy, CherriV, BabyBlue, RoxXxan, Lioness, Mz Bratt and Lady Leshurr) | 2010 | —                       | Неальбомный сингл |
| «Teardrop» (as part of The Collective) | 2011 | 24                      | Charity release   |
| «Battle» (Danny Byrd) | 2013 |                         | Golden Ticket     |

### Саундтреки
| Песня  | Год  | Исполнитель(и)                       | Фильм                   | Источник |
| ------ | ---- | ------------------------------------ | ----------------------- | -------- |
| «Ouch» | 2011 | Дион Бромфилд (при участии Mz Bratt) | Демоны никогда не умрут | [ 15 ]   |

## Фильмография
- 2011 Как стать крутым[англ.] (Шей)